# Negombo
Negombo (syng. මීගමුව, tamil. நீர்கொழும்பு) - to miasto w zachodniej części Sri Lanki, nad Oceanem Indyjskim. Położone jest w dystrykcie Gampaha w Prowincji Zachodniej, około 40 km na północ od Kolombo. Miasto miało około 139 tys. mieszkańców (2008) i jest czwartym pod względem wielkości miastem kraju.
Dzięki dogodnemu położeniu (10 km na północ od międzynarodowego portu lotniczego Bandaranaike) miasto jest często odwiedzane przez turystów. 
Negombo stało się znaczącym miastem w epoce kolonialnej dzięki obfitości dziko rosnących cynamonowców. W centrum miejscowości istnieje do dziś wiele poholenderskich budynków.

## Zabytki oraz interesujące miejsca
- pozostałości Fortu Holenderskiego (inskrypcja z rokiem 1678[1] nad wejściem) - później przekształconego przez Brytyjczyków w więzienie, które istnieje do dziś;
- holenderski kanał - biegnie z Negombo na północ, do oddalonego o 100 km, Puttalam;
- kościół Najświętszej Maryi Panny - duża świątynia katolicka, która jest pomalowana na różowo;
- świątynia buddyjska Angurukaramulla z 6-metrowym posągiem leżącego Buddy;
- plaża.